# Richard von Chieti
Richard von Chieti (ital.: Riccardo; * zwischen 1222 und 1225; † Mai 1249) war ein unehelicher Sohn des römischen Kaisers und Königs von Sizilien, Friedrich II. von Hohenstaufen. Seine Mutter war eine Nichte des Erzbischofs Berardus von Messina.
Von seinem Vater wurde Richard 1245 mit der Grafschaft Chieti beliehen. Im Herbst 1247, inmitten des Kampfes gegen den Papst, folgte die Ernennung zum Generalvikar der Mark Ancona und des Herzogtums Spoleto. Noch im Dezember desselben Jahres schlug er bei Terni ein päpstliches Heer unter der Führung des Hugo Novellus. Diesen schlug er im April 1248 bei Civitanova Marche erneut, tötete ihn sowie die Verräter Pandolf da Fasanella und Jacob da Morra. Die Nachricht von diesem Sieg erreichte seinen Vater am 20. April 1248 in Borgo San Donnino (heute Fidenza), worüber der sich sehr gefreut habe, wenngleich dieser Sieg die schwere Niederlage des Kaisers vor Parma wenige Monate zuvor nicht aufwiegen konnte.
Aus der Chronica majora des Matthäus Paris ist die Nachricht vom Tod Richards zu vernehmen, die gleich nach der Gefangennahme seines Bruders Enzio durch die Bolognesen nach der Schlacht bei Fossalta (26. Mai 1249) notiert wurde. Womöglich ist Richard in derselben Schlacht gefallen.